# Kiliann Sildillia
Kiliann Sildillia, född 16 maj 2002 i Metz, är en fransk fotbollsspelare.

## Karriär
Kiliann Sildillia inledde sin seniorkarriär i Metz B-lag år 2019. 2020 kontrakterades han av SC Freiburg och debuterade i dessa A-lag 2021. Han har representerat Frankrike på flera ungdomsnivåer sedan 2017. Vid olympiska sommarspelen 2024 i Paris ingick han i det franska laget som tog silver efter att ha förlorat finalen mot Spanien.